# استئصال الكظرية
استئصال الغدة الكظرية هي عملية جراحية تتضمن الاستئصال الجراحي لواحد أو كلاهما (استئصال الغدة الكظرية الثنائية). ينصح عادة المرضى الذين يعانون من أورام الغدد الكظرية بإجراء الاستئصال. يمكن إجراء العملية باستخدام شق مفتوح (استكشاف بطني) أو تقنية تنظير البطن.

## ما بعد الجراحة
إذا تمت إزالة الغدتان الكظرية، فإن الموضوع يتطلب عمرًا من مكملات الستيرويد للكورتيزون والهيدروكورتيزون. يجب زيادة الجرعة عند الضغط النفسي.

## مضاعفات
يمكن أن تشمل المضاعفات الناجمة عن استئصال الغدة الكظرية إنتاج الكورتيزول غير الكافي، والنزيف ما بعد العمليات الجراحية، والأضرار التي قد تلحق بالأعضاء القريبة وعدوى ما بعد الجراحة.